# کلی دروجی
کلی دروجی (انگلیسی: Kelly Dorji) مدل و هنرپیشه است.
از فیلم‌ها یا برنامه‌های تلویزیونی که وی در آن نقش داشته‌است می‌توان به شکلات، یک اجنبی، پادشاه، بیلا، من تنها هستم، پادشاه، بدرینات، مخبر، سبهاس چاندرا بوس، دان، سکوت ... شب ترس، فریب، رعشه، لاهور، ریبل، اصل و قدرت اشاره کرد.